# Джурджеви-Ступови (Черногория)
Монастырь Джу́рджеви-Сту́пови (серб. Манастир Ђурђеви ступови, рус. Георгиевы башни) во имя святого великомученика Георгия — мужской монастырь Сербской православной церкви в городе Беране в Черногории. Центр Будимлянско-Никшичской епархии.

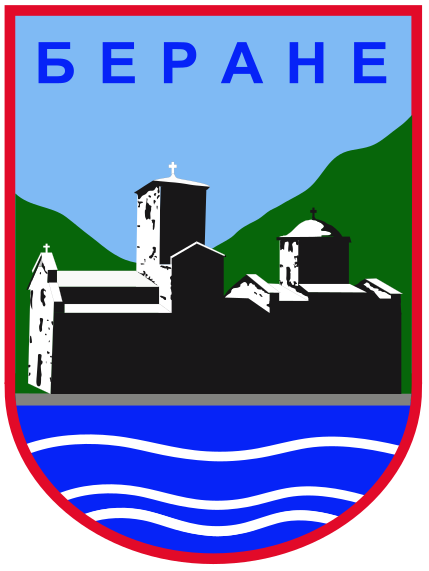
Монастырь на гербе города Беране

## История
Монастырь является задужбиной жупана Стефана Первослава (ум. около 1220), сына великого жупана Тихомира, старшего брата Стефана Немани. Согласно преданию, монастырская церковь построена в 1213 году, но на основании архитектурной схожести с церквами, построенными во второй половине XII века, её постройку иногда датируют 80—90 годами XII века. Придерживавшийся второго мнения Джордже Бошкович считал, что ктитором храма был травунский жупан Грдеша. Тем не менее возле южной стены наоса сохранилась могила Первослава, а надпись на стене сообщает, что здесь покоится «жупан Првослав, сын великого жупана Тихомира, племянник Симеона Немани и ктитор места сего», датированная исследователями 1220 годом. Бошкович утверждал, что надпись была обновлена в XVI веке.
В 1219 году Савва Сербский учредил Будимлянскую епархию с центром в этом монастыре. Вероятно, при митрополите Матфее (около 1552 года) кафедра была перенесена в монастырь Николяц.
Турки разоряли монастырь в 1738, 1825, 1862 и 1875 году. Также обитель пострадала от пожара в 1912 году. Во время Первой мировой войны австро-венгерские войска разместили в стенах монастыря конюшню, а затем столовую и казарму. После войны монастырь был восстановлен.
После Второй мировой войны монастырь был упразднён. В 1970-х проводилась реставрация церкви. В 2001 году была восстановлена Будимлянско-Никшичская епархия с центром в возрождённом монастыре Джурджеви-Ступови. Монастырь мужской и живёт по общежительному уставу.